# Tidewater 250 1966
Tidewater 250 1966 var ett stockcarlopp ingående i Nascar Grand National Series (nuvarande Nascar Cup Series) som kördes 7 maj 1966 på den 0,4 mile (2,111 km) långa ovalbanan Langley Speedway i Hampton i Virginia. Totalt avverkades 100 miles (160,934 km) fördelat på 250 varv. Banunderlaget var dirt.  
Loppet vanns av Richard Petty i en Plymouth på tiden 1:38.49 körande för Petty Enterprises. Pettys snitthastighet uppgick till 60,616 mph. Det var Pettys 44:e vinst av totalt 200 i karriären.
Prispotten uppgick till 4 740 dollar, varav 1 000 dollar gick till segraren.

## Resultat
| Plc     | Nr | Förare          | Team/ bilägare           | Konstruktör | Start | Varv | Ledda varv |
| ------- | -- | --------------- | ------------------------ | ----------- | ----- | ---- | ---------- |
| 1       | 43 | Richard Petty   | Petty Enterprises        | Plymouth    | 1     | 250  | 177        |
| 2       | 48 | James Hylton    | Bud Hartje               | Dodge       | 3     | 250  | 0          |
| 3       | 86 | Neil Castles    | Buck Baker Racing        | Plymouth    | 8     | 246  | 0          |
| 4       | 64 | Elmo Langley    | Langley-Woodfield Racing | Ford        | 4     | 244  | 0          |
| 5       | 59 | Tom Pistone     | Pistone Racing           | Ford        | 6     | 244  | 0          |
| 6       | 06 | Johnny Wynn     | John McCarthy            | Mercury     | 13    | 243  | 0          |
| 7       | 34 | Wendell Scott   | Scott Racing             | Ford        | 14    | 243  | 0          |
| 8       | 9  | Roy Tyner       | Truett Rodgers           | Chevrolet   | 18    | 233  | 0          |
| 9       | 19 | J.T. Putney     | J.T. Putney              | Chevrolet   | 7     | 226  | 0          |
| 10      | 20 | Clyde Lynn      | Negre Racing             | Ford        | 10    | 222  | 0          |
| 11      | 97 | Henley Gray     | Gray Racing              | Ford        | 11    | 203  | 0          |
| 12      | 45 | Bill Seifert    | Seifert Racing           | Ford        | 12    | 195  | 0          |
| 13      | 4  | John Sears      | DeWitt Racing            | Ford        | 2     | 194  | 73         |
| 14      | 80 | Worth McMillion | Allen McMillion          | Pontiac     | 22    | 153  | 0          |
| 15      | 53 | Jimmy Helms     | David Warren             | Ford        | 19    | 69   | 0          |
| 16      | 87 | Buck Baker      | Buck Baker Racing        | Oldsmobile  | 17    | 52   | 0          |
| 17      | 96 | Sonny Lamphear  | Homer O'Dell             | Ford        | 9     | 35   | 0          |
| 18      | 25 | Jabe Thomas     | Handy Racing             | Ford        | 15    | 30   | 0          |
| 19      | 6  | David Pearson   | Owens Racing             | Dodge       | 5     | 26   | 0          |
| 20      | 51 | Bob Derrington  | Bob Derrington           | Chevrolet   | 21    | 17   | 0          |
| 21      | 55 | Tiny Lund       | Lyle Stelter             | Ford        | 16    | 13   | 0          |
| 22      | 30 | Ed Jordan       | i.u.                     | Ford        | 20    | 2    | 0          |
| Källor: |    |                 |                          |             |       |      |            |